# 蓋爾斯維爾 (伊利諾伊州)
蓋爾斯維爾（英語：Galesville）是位於美國伊利諾伊州皮亞特縣的一個非建制地區。該地的面積和人口皆未知。

## 地理
蓋爾斯維爾的座標為40°09′19″N 88°33′23″W / 40.15528°N 88.55639°W，而該地的平均海拔高度為218米（即715英尺）。